# Milagre mexicano
O milagre mexicano (em castelhano:  Milagro mexicano) é um termo usado para se referir à estratégia de desenvolvimento voltada para dentro do país que produziu crescimento econômico sustentado. É considerada uma época de ouro na economia do México, na qual a economia mexicana cresceu 6,8% ao ano. Foi um plano econômico estabilizador que causou um crescimento médio de 6,8% e um aumento da produção industrial de 8%, com a inflação ficando em apenas 2,5%.
A partir de aproximadamente a década de 1940, o governo mexicano começaria a implementar o plano econômico que chamaria de "o milagre mexicano", que desencadearia um boom econômico a partir de 1954, que duraria cerca de 15 anos e duraria até 1970. No México, o termo econômico espanhol utilizado é “Desarrollo estabilizador”.

## Condições para um crescimento sustentado
Um fator importante que ajudou no crescimento sustentado no período de 1940 a 1970 foi a redução da turbulência política com a criação de um partido único e dominante. Em 1946, o partido fundado por Plutarco Calles após o assassinato do presidente eleito Álvaro Obregón em 1928 mudou seu nome para Partido Revolucionário Institucional. Com a escolha presidencial do partido em 1946, Miguel  Valdés, o México elegeu seu primeiro presidente civil desde Francisco Madero em 1911. Com as eleições subsequentes de Adolfo Cortines (1952–58), Adolfo Mateos (1958–64) e Gustavo Ordaz (1964–70), não houve desafios de oposição política à implementação de programas econômicos pelo governo.

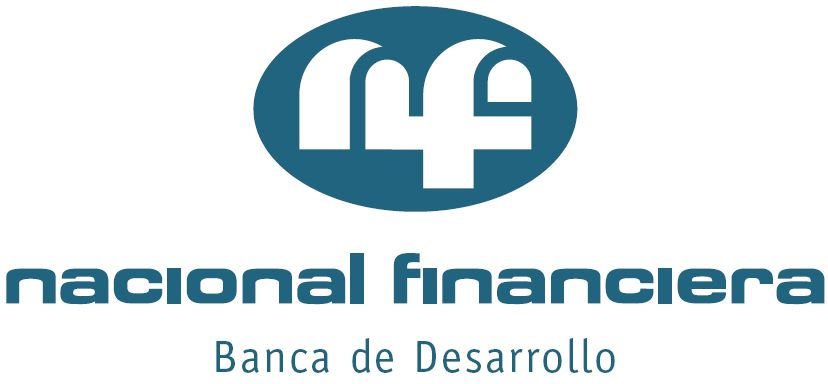
Logotipo da Nacional Financiera (NAFIN), o banco estatal de desenvolvimento.

Durante a presidência de Lázaro Cárdenas, houve políticas significativas nas esferas social e política que tiveram impactos nas futuras políticas econômicas do México, em particular a nacionalização do petróleo em 1938, bem como a reforma agrária e a nacionalização das ferrovias. Cárdenas foi sucedido pelo politicamente mais moderado Manuel Ávila Camacho, que iniciou um programa de industrialização no início de 1941 com a Lei das Indústrias Manufatureiras. Um acadêmico chamou à data inaugural desta lei "o aniversário da Revolução Institucional", uma vez que foi o início da industrialização por substituição de importações.
"A longo prazo, algumas das alterações permanentes no México desde a Segunda Guerra Mundial foram econômicas." O México beneficiou significativamente durante a Segunda Guerra Mundial, pela sua participação ao lado dos Aliados. O México forneceu material para lutar na guerra.e recebeu pagamentos em dinheiro por suas contribuições materiais, o que significava que, após a guerra, o tesouro mexicano tinha reservas robustas. Embora tenha participado da guerra, como os EUA, o México não foi um local de combate, de modo que, no pós-guerra, o México não precisou reconstruir a infraestrutura danificada.
Ávila Camacho usou parte da poupança acumulada para pagar dívidas externas, de modo que a situação de crédito do México melhorou substancialmente (aumentando a confiança dos investidores no governo). Os trabalhadores no México recebiam salários mais altos durante a guerra, mas havia falta de bens de consumo para comprar, de modo que os trabalhadores tinham economias pessoais e demanda reprimida por bens. Uma instituição governamental fundamental para o desenvolvimento, fundada sob a administração de Lázaro Cárdenas, foi a Nacional Financiera (abreviado Nafin), o banco nacional de desenvolvimento, que financiou a expansão do setor industrial.
O crescimento foi sustentado pelo crescente comprometimento do governo com a educação primária para a população em geral, do final da década de 1920 até a década de 1940. As taxas de matrícula dos jovens do país triplicaram durante este período; consequentemente, quando esta geração estava empregada na década de 1940, a sua produção econômica foi mais produtiva. O México também fez investimentos em ensino superior que criaram uma geração de cientistas, cientistas sociais e engenheiros, que possibilitaram a inovação industrial mexicana. A fundação do Instituto Politécnico Nacional (IPN) em 1936 como uma instituição financiada pelo governo na Cidade do México treinou uma nova geração de mexicanos. No norte do México, o Instituto de Tecnologia e Ensino Superior de Monterrey, conhecido no México como Tec de Monterrey, foi fundado por industriais do norte em 1942, com programas projetados por um ex-membro do corpo docente do IPN e modelados após o Instituto de Tecnologia de Massachusetts.

### Programa de substituição de importações e projetos de infraestrutura
Nos anos que se seguiram à Segunda Guerra Mundial, o presidente Miguel Alemán Valdés (1946–52) instituiu um programa de substituição de importações em grande escala que estimulou a produção ao impulsionar a demanda interna. O governo aumentou os controles de importação de bens de consumo, mas os flexibilizou para bens de capital (como máquinas para a produção mexicana de bens de consumo). O governo investiu pesadamente em infraestruturas, incluindo grandes projetos de barragens para produzir energia hidrelétrica, fornecer água potável às cidades e água de irrigação à agricultura, e controlar cheias. Em 1950, a rede rodoviária do México tinha-se expandido para 21.000 km, dos quais cerca de 13.600 eram pavimentados.
A estabilidade econômica do país, a alta classificação de crédito que permitia empréstimos, uma força de trabalho cada vez mais educada e a poupança que permitia a compra de bens de consumo eram condições excelentes para o programa governamental de industrialização por substituição de importações. Produtos acabados adquiridos anteriormente no exterior poderiam ser produzidos internamente. Uma indústria bem-sucedida foi a produção têxtil. Empresas transnacionais estrangeiras estabeleceram filiais no México, como a Coca-Cola, a Pepsi-Cola e a Sears, ao abrigo das leis mexicanas que regulam o investimento estrangeiro. A indústria automotiva no México já havia sido estabelecida logo após o fim da fase militar da Revolução Mexicana, com a Buick e a Ford trazendo a produção para o México em 1921 e 1925, respectivamente.
O governo promoveu o desenvolvimento de indústrias de bens de consumo voltadas para os mercados internos, impondo altas tarifas protecionistas e outras barreiras às importações. A parcela de importações sujeitas a requisitos de licenciamento aumentou de 28% em 1956 para uma média de mais de 60% durante a década de 1960 e cerca de 70% na década de 1970. A indústria foi responsável por 22% da produção total em 1950, 24% em 1960 e 29% em 1970.
O governo promoveu a expansão industrial por meio de investimentos públicos em infraestrutura agrícola, energética e de transporte. As cidades cresceram rapidamente durante esses anos, refletindo a mudança de emprego da agricultura para a indústria e serviços. A população urbana aumentou a uma taxa elevada depois de 1940.

### Desempenho econômico
O forte desempenho econômico do México continuou na década de 1960, quando o crescimento médio do PIB foi de cerca de 7% no geral e cerca de 3% per capita. A inflação dos preços ao consumidor teve uma média de apenas 3% ao ano. A indústria continuou sendo o setor de crescimento dominante no país, expandindo 7% ao ano e atraindo investimentos estrangeiros consideráveis.
A mineração cresceu a uma taxa anual de quase 4%, o comércio a 6% e a agricultura a 3%. Em 1970, o México diversificou sua base de exportação e se tornou amplamente autossuficiente em culturas alimentares, aço e na maioria dos bens de consumo. Embora suas importações permanecessem altas, a maioria eram bens de capital usados para expandir a produção nacional.